# اسلام
اِسلام دینی یکتاپرست و ابراهیمی است که عمدتاً پیرامون و حول کتاب قرآن و آموزه‌های محمد بن عبدالله، بنیان‌گذار آن متمرکز شده‌است. پیروان اسلام را مسلمان می‌گویند که حدود ۲ میلیارد نفر از جمعیت جهان را شامل می‌شوند. اسلام دومین دین پرجمعیت دنیا پس از مسیحیت است. مسلمانان بر این باورند که اسلام نسخه کامل و جهانی یک ایمان نخستین است که بارها از طریق پیامبران پیشین نازل شده‌است که مهم‌ترین آنها آدم، نوح، ابراهیم، موسی و عیسی هستند. مسلمانان قرآن را کلام خدا و وحی بدون تغییر و قطعی می‌دانند. همچنین مسلمانان اسلام را آخرین دین الهی میدانند.
در کنار قرآن، مسلمانان به آیات کتاب‌های قبلی مانند تورات، زبور و «انجیل» نیز اعتقاد دارند. آنها معتقدند که محمد پیامبر اصلی و پایانی خدا است که دین از طریق او تکمیل شده‌است. کتابی مذهبی که مسلمانان آن را کلام مستقیم خدا (الله) می‌دانند که بر محمد نازل شده‌است. اسلام سریع‌ترین دین بزرگ در حال رشد در جهان است و مرکز تحقیقاتی پیو پیش‌بینی می‌کند که تا پایان قرن بیست و یکم بزرگ‌ترین دین جهان باشد و از مسیحیت پیشی بگیرد که دلیل اصلی آن نرخ بالاتر زاد و ولد در بین مسلمانان نسبت به مسیحیان، به خصوص در کشورهای شمال صحرای آفریقا همچون نیجریه می‌باشد. اسلام تعلیم می‌دهد که خداوند بخشنده، توانا و بی‌همتا است و بشریت را از طریق پیامبران مختلف، کتب آسمانی نازل شده و نشانه‌های طبیعی (آیات) هدایت کرده‌است. مسلمانان بر این باورند که قرآن به عنوان وحی نهایی و جهانی بر محمد به عنوان آخرین پیامبر خدا نازل شده‌است. آموزه‌ها و اعمال محمد (سنت) هستند و احادیث، قوانین و آموزه‌های مهم اسلام پس از قرآن است. اسلام می‌آموزد که الله یکتا و بی همتا است. بیان می‌کند که «قضاوت نهایی» با خدا خواهد بود که در آن نیکوکاران در بهشت پاداش می‌گیرند و ستمکاران در جهنم مجازات می‌شوند.
مسلمانان بر این باورند که خدا، قرآن را از طریق فرشته‌ای به نام جبرئیل به محمد داده‌است. مهم‌ترین آموزه‌های اسلام، توحید، معاد و نبوت است. به باور مسلمانان، اسلام کامل‌ترین دین جهان و خدا بر همهٔ پیامبران، وحی فرستاده و محمد آخرین آنان است. مسلمانان محمد را اعاده‌کننده «بازگرداننده» ایمان توحیدی خالص ابراهیم، موسی، عیسی و دیگر پیامبران می‌دانند. اسلام اعمال مختلف را در قالب پنج دستور واجب، مستحب، مباح، مکروه (که به عنوان حلال شناخته می‌شوند)؛ و حرام برای پیروانش وضع کرده و مهم‌ترین اعمالی که در اسلام مورد تأکید قرار گرفته، روزه، نماز، حج و زکات است. مسلمانان با ادای شهادتین، اسلام را می‌پذیرند.
اسلام دین قانون و عمل است، نه ریاضت و رهبانیت. مسلمانان می‌توانند مستقیماً دعا کنند و لزوماً نیازی به واسطه فیض نیست. مسجد تنها مکان تجمع است. اسلام پس از ظهور به سرعت دینی فراگیر شد و مردم را با دعوت و جزیه به مسلمان شدن تشویق کرد. محدودیت‌های دینی برای اقلیت‌های دینی در جوامع اسلامی بسیار دیده می‌شود.
دو شاخه اصلی اسلام، سنی (۸۵–۹۰٪) و شیعه (۱۰–۱۵٪) هستند. در حالی که انشعاب شیعه و سنی در ابتدا ناشی از اختلافات بر سر جانشینی محمد بود، اما گسترش یافت و ابعاد وسیع تری را هم از نظر کلامی و هم از نظر فقهی پوشش داد. مسلمانان اکثریت جمعیت ۴۹ کشور را تشکیل می‌دهند. تقریباً ۱۲ درصد از مسلمانان جهان در اندونزی زندگی می‌کنند که پرجمعیت‌ترین کشور با اکثریت مسلمان است. ۳۱ درصد در جنوب آسیا زندگی می‌کنند. ۲۰٪ در خاورمیانه - شمال آفریقا زندگی می‌کنند. و ۱۵ درصد در جنوب صحرای آفریقا زندگی می‌کنند. جوامع مسلمان در قاره آمریکا، چین و اروپا نیز حضور دارند. عمدتاً به دلیل داشتن نسبت بالایی از جوانان و نرخ زاد و ولد بالا، مسلمانان سریع‌ترین گروه مذهبی بزرگ جهان هستند. اسلام از جهات مختلفی، به خصوص دیدگاهش دربارهٔ حقوق زنان و خشونت نسبت به مخالفان با انتقادات متعددی روبرو شده‌است.
دین اسلام در حدود سال ۶۱۰ میلادی در مکه پدید آمد. مسلمانان معتقدند این زمانی بود که محمد شروع به دریافت وحی کرد. تا زمان مرگ او، بیشتر شبه جزیره عربستان به اسلام گرویده بود. حکومت مسلمانان در خارج از عربستان تحت خلافت راشدین گسترش یافت و پس از آن خلافت اموی از شبه جزیره ایبری تا دره سند حکومت کرد. در دوران طلایی اسلامی، عمدتاً در دوران خلافت عباسی، بسیاری از جهان اسلام شکوفایی علمی، اقتصادی و فرهنگی را تجربه کردند. گسترش جهان اسلام شامل دولت‌ها و خلافت‌های مختلف و تجارت گسترده و تغییر دین در نتیجه فعالیت‌های تبلیغی اسلامی (دعوه) و از طریق فتوحات بود.

## زمینه تاریخی
بعد از فتح شاهنشاهی هخامنشی توسط اسکندر مقدونی زبان و فرهنگ یونانی در منطقه رواج پیدا کرد، هرچند زبان‌های خاورمیانه و مراکز سنتی دینی جایگاهشان را از دست ندادند. روم در مدیترانه شرقی میراث‌دار یونانیان شد و از زبان یونانی را به عنوان زبان اداری شرق امپراتوری حفظ کرد. در این دوره در خاورمیانه غربی مثل اورشلیم و پالمیرا، فرهنگ‌های ترکیبی به وجود آمد اما ارتباط با سنت‌های دینی پیشین از بین نرفت. مسیحیت در این شرایط به وجود آمد؛ هرچند این دین بر محوریت یک یهودی آرامی‌زبان به نام عیسی شکل گرفت اما پولس بر آن تأثیر بیشتری گذاشت. تا قرن چهارم میلادی دولت روم یک کلیسای رسمی مسیحیِ یونانی‌مآب ایجاد کرد و تلاش آن‌ها برای تحمیل این مسیحیت بر مسیحیان غیر یونانی زبان خاورمیانه، باعث مقاومت از جانب آن‌ها شد؛ این مقاومت بیشتر از نظر دینی و به خصوص دربارهٔ ماهیت شخص عیسی بود. اسقف‌های سوری و مصری بر الوهیت عیسی تأکید داشتند اما افرادی مثل تئودور موپسوئستی و نستوریوس معتقد بودند او جنبه‌های الهی و انسانی داشته‌است. سرانجام اینان نتوانستند به توافق برسند و سه کلیسای سریانی، قبطی و مشرق شکل گرفتند؛ کلیسای مشرق — که برخلاف آن دو کلیسا، پیرو نستوریوس بود — نه در روم که شاهنشاهی ساسانی واقع شده بود و شاهان ایران بنا به دلایل سیاسی از ایشان طرفداری می‌کردند. اکثر پیروان کلیسای مشرق در بین‌النهرین ساکن بودند.
اعراب شمالی به مرور پیرو مسیحیتِ کلیساهای خاورمیانه شدند؛ در شام غسانیان کلیسای سریانی و در بین‌النهرین لخمیان کلیسای مشرق را انتخاب کردند. کلیسای مشرق تقریباً در هر نقطه‌ای که قدرت پادشاهان ایران می‌رسید، سکونتگاه‌های مسیحی ایجاد و کیش خود را تبلیغ می‌کرد؛ جمله در بحرین، عمان و یمن. یمن در واقع مهم‌ترین مرکز مسیحیت شبه‌جزیره عرب در قرون ۵ و ۶ میلادی بود اما به کلیساهای قبطی و سریانی نزدیکی بیشتری داشت. برخی از ساکنان عربستان نیز دین سنتی خود را حفظ کرده بودند. به علاوه، قبایل یهودی مثل بنی‌قریظه نیز در آن منطقه زندگی می‌کردند. در یمن دینی یکتاپرستانه با محوریت خدایی به نام «رحمانان» وجود داشت. «مشرکان» و بت‌پرستانی که قرآن از آن‌ها سخن گفته، احتمالاً پیرو ادیان گوناگونی بوده‌اند. قرآن تعدادی از این خدایان را نام برده: لات، عزی، منات، ود، سواع، یغوث و غیره؛ هبل مهم‌ترین خدای قریش بود. کعبه از جمله مراکز پرستش این خدایان بود. بسیاری از خدایان عرب (و دیگر خدایان سامی) با اجرام آسمانی مرتبط بودند.
پیش از اسلام نیز گرایش‌های مخالفت با بت‌پرستی و نمایش خدا در شمال غرب شبه‌جزیره عرب وجود داشت که البته بیشتر در قالب عدم‌نمایش خدا به صورت انسانی نمود پیدا می‌کرد و به عنوان مثال در برخی موارد قطعه سنگ‌هایی را نماینده خدای مدنظر خود می‌دانستند. به‌طور کلی مخالفت با بت‌پرستی و نمایش خدا پدیده رایجی در جهان باستان بوده‌است. گروهی در فنیقیه به سمت خدایی نامرئی که روی یک صندلی نشسته بود عبادت می‌کردند. حج نیز در عربستان پیش از اسلام وجود داشت و اغلب در ماه ذی‌الحجه از مکان‌های مقدس که یکی از مهم‌ترین آن‌ها کعبه بود، بازدید می‌کردند. در واقع پیش از اسلام در شبه‌جزیره عرب «کعبه‌های» زیادی که به کعبه مشهور واقع در مکه شباهت داشتند، وجود داشت. طواف مکان‌های مقدس و قبور اجداد نیز از دیگر از سنت‌های اعراب بود. طواف، گاه به نشانه کنار گذاشتن گناه، برهنه انجام می‌شد تا اینکه آن را در سال نهم هجرت ممنوع کردند. اعراب علاوه بر کعبه‌ها، معابد دیگری هم داشتند و قربانی‌کردن حیوانات از رسوم این معابد بود. علاوه بر یهودیان و تا حد کم‌تری مسیحیان و یکی از ادیان عربستان جنوبی، نشانه‌های دیگری هم از توحید در خاورمیانه باستان، به خصوص پالمیرا، یافت شده‌است. در سنت اسلامی نیز به گروهی یکتاپرست به نام «حنفا» (مفرد: حنیف) اشاره شده‌است. به‌طور دقیق مشخص نیست اینان که بودند اما در سریانی به مشرکان، «حنپا» گفته می‌شد، هر چند قرآن با لحن مثبتی از آن‌ها یاد کرده‌است. مسلمانان اعتقاد دارند محمد قبل از اسلام، «حنیف» بوده‌است.

## اصطلاح‌شناسی

### در لغت
اسلام در لغت به معنای «انقیاد» و «گردن‌نهادن» به حکم است. کاربرد دینی این لغت، تسلیم در برابر فرمان خداست. در آیه‌هایی از قرآن همچون آیات ۲، ۱۱۲ و ۱۲۸ بقره، اسلام به معنای همین معنا به کار رفته‌است. این واژه از ماده «سلم» است که خود به معنای «تسلیم کامل» «سالم شدن» و «رهایی یافتن از آفات» است. در معجم الوسیط آمده‌است که «إسلام» در لغت به معنای اظهار خشوع و پذیرش دین محمد است. در این خصوص به کسی که دین اسلام را پذیرفته‌است، «مُسلِم» (در فارسی: مسلمان) گفته می‌شود و «أسلم» به معنای کسی است که در دین خود خالص باشد. این واژه هشت مرتبه در قرآن و در سوره‌های آل عمران، مائده، انعام، زمر، صف، حجرات و توبه به کار رفته‌است.

### در اصطلاح
اسلام یکی از ادیان توحیدی و همچون مسیحیت و یهود، دینی نبوی است. بنابر تعریف قرآن از اسلام، اسلام تعلیم مشترک تمام پیامبران بوده‌است و هر پیامبر دین جدایی را تبلیغ نمی‌کند؛ بلکه همگی یک دین مشترک به نام اسلام را تبلیغ می‌کردند. بنابر این تعریف، اسلام دین مشترک توحیدی است که با عبارت «دین الله» مورد اراده خدا قرار گرفته‌است که والاترین نمونه از این، دینی است که محمد به تبلیغ آن مبعوث شده‌است. با وجود آنکه محمد در اسلام به عنوان خاتم پیامبران شناخته می‌شود، اسلام نیز خاتم ادیان خواهد بود این شریعت هرگز نسخ نخواهد شد.

### اصول دین (اصول عقاید)

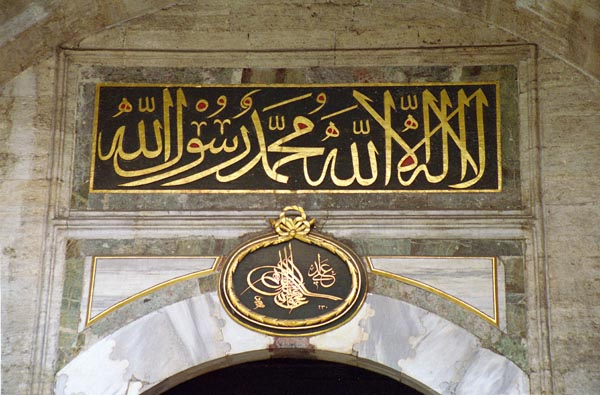
شهادتین، ورودی کاخ توپ‌قاپی در استانبول

#### نماز

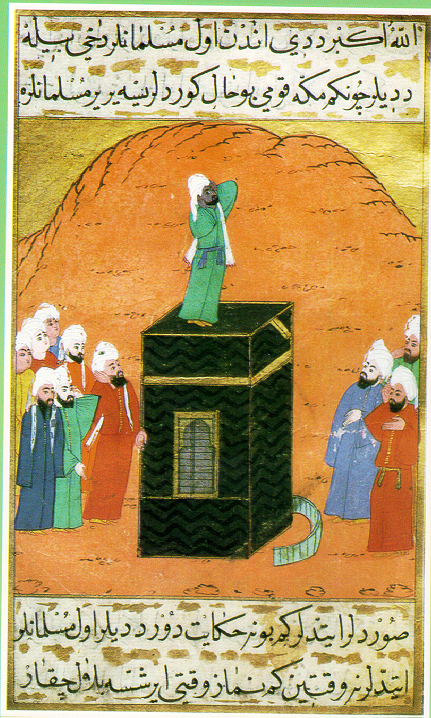
محمد پس از فتح مکه، بلال حبشی، یک برده سیاه آزادشده را مأمور کرد که بر بام کعبه اذان بگوید.

### محمد در مکه

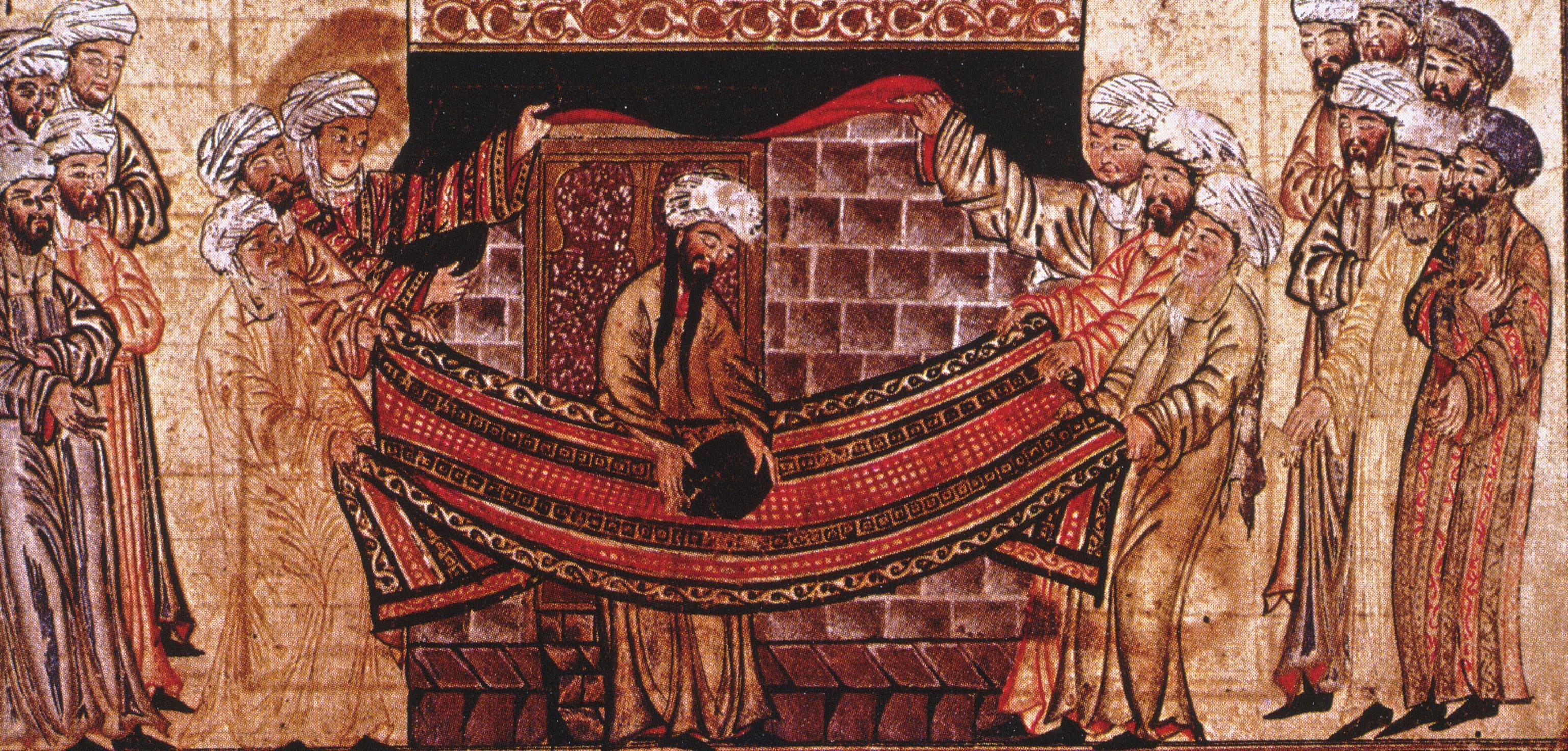
قدیمی‌ترین مینیاتور از چهره محمد، مربوط به ماجرای نصب حجرالاسود (متعلق به قرن ۱۴ میلادی در کتاب جامع‌التواریخ)

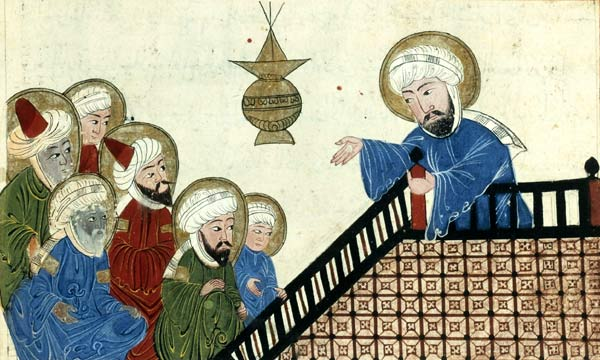
محمد در حجةالوداع، اضافه کردن ماه‌های اضافی را ممنوع می‌کند. «نتیجه اینکه هر سال، فقط ۱۲ ماه، خواهد داشت». نگاره‌ای از نسخه رونوشت عثمانی از کتاب «آثار الباقیه» «نگارنده: ابوریحان بیرونی» متعلق به قرن ۱۷ میلادی.

### محمد در مدینه

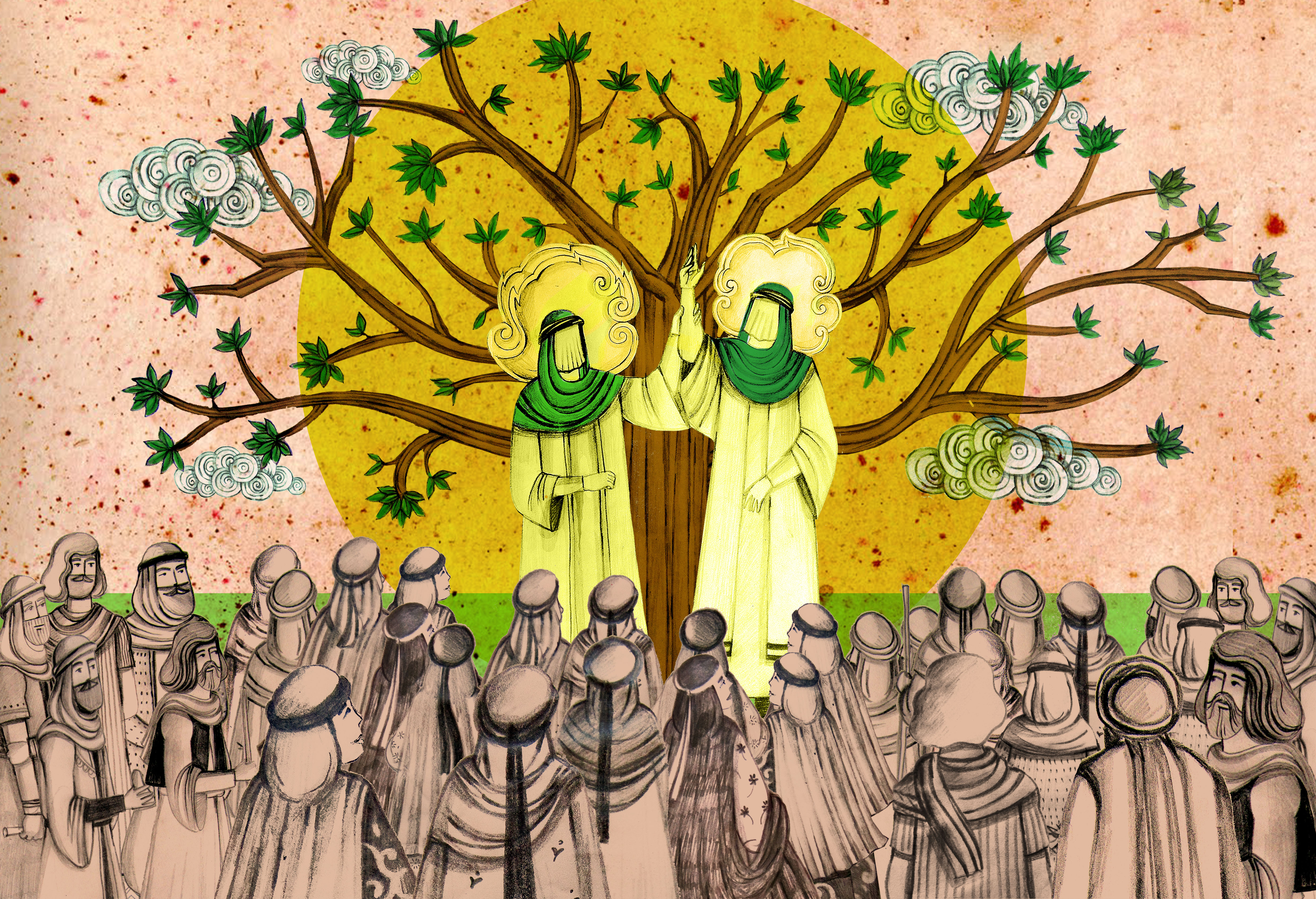
بالابردن دست علی توسط محمد در روز غدیر